# محمد فارس (لاعب كرة قدم جزائري)
محمد سليم فارس، (15 فبراير 1996 -) لاعب كرة قدم جزائري لعب في الدوري الإيطالي لصالح نادي لاتسيو كما لعب في منتخب الجزائر لكرة القدم كلاعب مدافع أو وسط على الأجنحة.

## المسيرة الكروية

### نادي هيلاس فيرونا
التحف فارس بنادي هيلاس فيرونا في يناير 2013 قادما من نادي جيروندان بوردو. كان أول مشاركة في 14 ديسمبر 2014 في مباراة ضد نادي أودينيزي فيالدوري الإيطالي الدرجة الأولى والتي انتهت بنتيجة 2–1.

### نادي سبال
في 18 يونيو 2018، وقع فارس مع نادي سبال في شكل إعارة من هيلاس فيرونا تنتهي في 30 يونيو 2019. بعدها، وقع عقدا دائما مع نادي سبال في أول يوليو 2019.

## الإحصائيات

### النادي
آخر تحديث 26 مايو 2019.
| النادي       | الموسم  | البطولة                        | البطولة | البطولة | كأس وطني | كأس وطني | قاريا | قاريا | غيرها | غيرها | المجموع | المجموع |
| النادي       | الموسم  | القسم                          | لعب     | أهداف   | لعب      | أهداف    | لعب   | أهداف | لعب   | أهداف | لعب     | أهداف   |
| ------------ | ------- | ------------------------------ | ------- | ------- | -------- | -------- | ----- | ----- | ----- | ----- | ------- | ------- |
| هيلاس فيرونا | 2014–15 | الدوري الإيطالي الدرجة الأولى  | 1       | 0       | 1        | 0        | —     | —     | 2     | 0     |         |         |
| هيلاس فيرونا | 2015–16 | الدوري الإيطالي الدرجة الأولى  | 11      | 0       | 1        | 0        | —     | —     | 12    | 0     |         |         |
| هيلاس فيرونا | 2016–17 | الدوري الإيطالي الدرجة الثانية | 14      | 0       | 3        | 0        | —     | —     | 17    | 0     |         |         |
| هيلاس فيرونا | 2017–18 | الدوري الإيطالي الدرجة الأولى  | 30      | 0       | 3        | 1        | —     | —     | 33    | 1     |         |         |
| هيلاس فيرونا | Total   | Total                          | 56      | 0       | 8        | 1        | 0     | 0     | 0     | 0     | 64      | 1       |
| SPAL (إعارة) | 2018–19 | الدوري الإيطالي الدرجة الأولى  | 35      | 3       | 1        | 0        | —     | —     | 36    | 3     |         |         |
| المجموع      | المجموع | المجموع                        | 91      | 3       | 9        | 1        | 0     | 0     | 0     | 0     | 100     | 4       |

### دوليا
آخر تحديث 26 يوليو 2019.
| منتخب الجزائر لكرة القدم |        |         |
| السنة                    | الظهور | الأهداف |
| 2017                     | 1      | 0       |
| 2018                     | 3      | 0       |
| 2019                     | 5      | 0       |
| المجموع                  | 9      | 0       |

## الجوائز

### دوليا
الجزائر
- كأس الأمم الأفريقية: فائز بكأس الأمم الأفريقية 2019[8]

## روابط خارجية
- محمد فارس على موقع قاعدة بيانات كرة القدم.إي يو (الإنجليزية)
- محمد فارس على موقع ناشيونال فوتبول تيمز (الإنجليزية)
- محمد فارس على موقع Soccerway.com (الإنجليزية)
- محمد فارس على موقع عالم كرة القدم.نت (الإنجليزية)
- محمد فارس على موقع AS.com (الإسبانية)